# サイレントナイト (2023年の映画)
『サイレントナイト』（原題：Silent Night）は、アメリカ合衆国のアクション映画。
ジョン・ウーが約20年ぶりにアメリカ映画の監督を務め、主役をジョエル・キナマンが演じた。一切のセリフがないという特徴を持つ。2022年4月、メキシコシティで主要撮影が開始された。

## あらすじ
平凡な父親だったブライアンは、クリスマス・イヴにストリートギャングの抗争に巻き込まれて幼い息子を殺害され、自らも喉を撃たれ喋れなくなってしまう。
幼い息子の仇を討つため、ブライアンは死地に赴く。

## キャスト
- ブライアン … ジョエル・キナマン
- デニス刑事 … キッド・カディ
- プラヤ … ハロルド・トーレス
- サヤ … カタリーナ・サンディノ・モレノ

## 製作

### 企画開発
2021年10月、監督にジョン・ウー、そして、主演にジョエル・キナマンを迎えるアクション映画『Silent Night』の製作が発表され、セリフのない異色な作品であることが初めて明かされた発表された。2022年3月、プリプロダクション中にメキシコシティでのスタントのトライアルで特殊効果アシスタントが負傷した。このスタッフは車にはねられたことで、大腿骨を骨折し、肩を脱臼した。同年4月、キッド・カディとハロルド・トーレス、カタリーナ・サンディノ・モレノが出演キャストに追加された。

### 撮影
2022年4月にメキシコシティで主要撮影が始まった。撮影は同年5月17日に終了した。

### ポストプロダクション
マルコ・ベルトラミが、本作のスコアを作曲する予定である。2023年3月、プロデューサーのエリカ・リーが、この映画の特徴はセリフがないことだと認めた：
「本当に台詞がないんですよ。この作品は、別仕様の脚本をもらって読んだのですが、『これは天才的な発想の作品になるか、大失敗になるか、その中間はない』という感じでしたね。確かに、実行力に左右されますね。つまり、ジョン・ウーがそれを殺すんです。ジョエル・キナマンが主役で、本当に素晴らしい出来栄えです。周囲の雑音や背景、ラジオなどのおしゃべりトークはあるんだけどね。でも、そう、最高なんだ。早く見てほしいよ」